# Histoire constitutionnelle du Canada
Pour les autres articles nationaux ou selon les autres juridictions, voir Histoire constitutionnelle.
L'histoire constitutionnelle du Canada reflète l'histoire du pays : soumis au régime colonial français à partir du XVIe siècle, le Canada est conquis par la Grande-Bretagne lors de la Guerre de Sept Ans. Il connait alors plusieurs textes constitutionnels et la construction progressive d'un système parlementaire.
Depuis 1867, le Canada est une fédération de provinces avec une monarchie constitutionnelle comme régime politique. Graduellement, il est passé à une pleine souveraineté dans un processus qui s'est étalé de 1867 à 1982. Les relations entre les provinces et le gouvernement fédéral ont évolué au fil du temps et, particulièrement depuis les années 1960, autour de la question du statut du Québec alors que, par ailleurs, jusqu'en 1982, la modification de la Constitution relevait encore du Parlement britannique.

## Régime colonial français

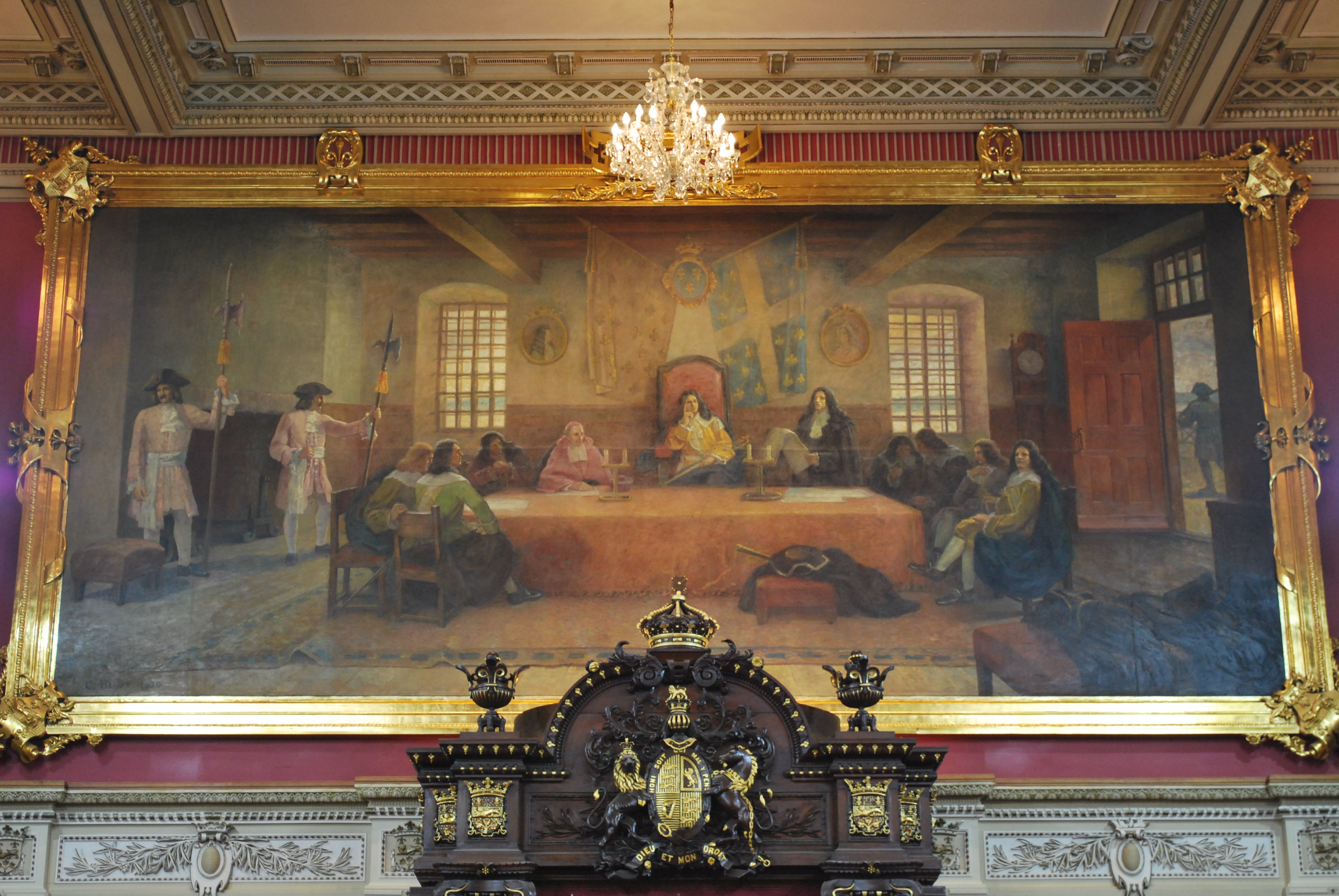
Réunion du Conseil souverain. Tableau de Charles Huot.

La première administration de la Nouvelle-France par la France se fait par le biais des compagnies chargées de coloniser le territoire, notamment la Compagnie des Cent-Associés. En 1663, Louis XIV intègre la Nouvelle-France au domaine royal et elle reçoit des institutions similaires à celles des autres provinces françaises :
- un gouverneur chargé des affaires militaires et des relations avec les Autochtones et les autres établissements coloniaux ;
- un intendant responsable de l'administration civile, de la colonisation, des finances, de l'ordre public, de la justice et des travaux publics ; il est chargé de concéder les seigneuries ;
- l'évêque, chargé des hôpitaux et de la conversion des Autochtones.

Le Conseil souverain est composé de ces trois hommes et cinq conseillers (puis 12 à partir de 1703). Présidé par l'intendant, il peut émettre des règlements de police mais il occupe surtout un rôle de tribunal d'appel à l'image des parlements de la métropole.

## Régime colonial britannique

### Colonies de l'Atlantique
La France perd l'Acadie au traité d'Utrecht de 1713 et les Acadiens sont expulsés en 1755. Dans la colonie de Nouvelle-Écosse qui succède à l'Acadie française, une Assemblée législative se réunit en 1758 : c'est la plus ancienne chambre parlementaire du Canada. Lorsque l'Île-du-Prince-Édouard (1769) et le Nouveau-Brunswick (1784) sont séparés de la Nouvelle-Écosse, ces colonies reçoivent également une assemblée législative élue.
Mais à l'époque, si le pouvoir législatif relevait d'une assemblée élue, le pouvoir exécutif restait dans les mains d'un gouverneur nommé par le gouvernement impérial et le conseil exécutif nommé par lui.

### Proclamation royale et Acte de Québec

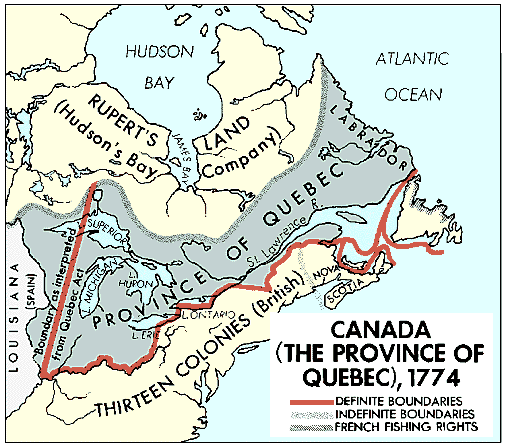
La province de Québec en 1774.

Le traité de Paris met fin à la Guerre de Sept Ans et avalise la conquête de la Nouvelle-France par le Royaume-Uni. La Proclamation royale de 1763 organise ces nouveaux territoires : elle fixe les frontières de la province de Québec. Surtout, la Proclamation décide de l'abolition de la coutume de Paris et de l'application des lois anglaises et notamment du serment du test, qui exclut les catholiques de toute charge publique. Le gouverneur James Murray reçoit l'instruction de construire des églises et écoles protestantes : la perspective de la politique britannique à l'époque était que les Canadiens français finiraient par adopter la langue et la religion des conquérants.
La Proclamation royale prévoit la possibilité de convoquer une assemblée législative, mais Murray refuse de le faire : les catholiques étant exclus de toute fonction, il n'imaginait pas 200 propriétaires anglais légiférant pour une population de 70 000 catholiques canadiens. James Murray gouverne ainsi par l'entremise d'un conseil de 12 membres nommés. Par ailleurs, la Proclamation fixe des terres réservés aux « Indiens » ainsi que leurs titres de propriété. Elle prévoit que ceux-ci peuvent être cédés à la Couronne, mais uniquement de façon collective.
La situation des Canadiens français évolue avec l'adoption de l'Acte de Québec en 1774. L'adoption de cette loi est motivée par la volonté des Britanniques de se concilier la population du Canada alors que la révolution américaine se prépare plus au sud. L'Acte de Québec autorise la religion catholique et rétablit le droit civil français et le système seigneurial (mais en matière criminelle, le droit anglais continue de s'appliquer, une situation qui demeure encore aujourd'hui). La province continue d'être administrée par un gouverneur et un conseil nommé.

### Acte constitutionnel de 1791
La Guerre d'indépendance américaine provoque l'arrivée au Canada de nombreux loyalistes. En 1791, l'Acte constitutionnel divise la province de Québec en deux colonies : à l'ouest, le Haut-Canada à majorité anglophone et protestante, à l'est, le Bas-Canada, à majorité francophone et catholique. Cette division doit réduire « les dissensions et animosités » entre « deux classes d'hommes différents dans leurs préjugés et peut-être leurs intérêts. »
Chaque Partie du Canada est doté d'une législature composé d'un conseil nommé par le gouverneur et d'une assemblée élue. Le droit de vote est alors basé sur la propriété d'une terre d'une certaine valeur mais est plus large au Canada qu'il ne l'est en Angleterre et inclut même les femmes propriétaires du Bas-Canada (même si ce droit n'est pas toujours appliqué),. Le gouvernement n'est toutefois pas responsable devant l'assemblée élue et les gouverneurs — nommés par le Bureau des Colonies — recrutent leurs conseillers parmi une petite élite généralement anglophone : la Clique du Château au Bas-Canada et le Family Compact au Haut-Canada,.
Au fil des années, des mouvements d'opposition se développent dans les deux Canadas, demandant notamment un gouvernement responsable. Face au refus de Londres, des rébellions éclatent au Haut et Bas-Canada dans les années 1837-1838.
À la suite de ces rébellions, John George Lambton, futur comte Durham, est nommé gouverneur général de l'Amérique du Nord britannique.

### Acte d'Union
Après cinq mois au Canada, Durham rend un rapport qui est la base d'un nouveau texte constitutionnel pour le Canada : l'Acte d'Union est adopté en 1840 par le Parlement britannique. Il fusionne les deux Canadas en une province du Canada dotée d'une législature unique. Au sein de la chambre basse élue, les deux anciennes provinces — désormais appelées Canada-Ouest et Canada-Est — sont représentées à égalité indépendamment de leur population. L'objectif, tel qu'exprimé dans le rapport Durham, est l'assimilation des Canadiens français aux anglophones.
L'autre recommandation du rapport Durham, le gouvernement responsable, est accordé au Canada en mars 1848, un mois après qu'il a été accordé à la Nouvelle-Écosse. En 1849, suivant ce principe, le gouverneur général lord Elgin sanctionne la loi sur les indemnités comme lui conseille les ministres, malgré les manifestations violentes contre ce projet. Ainsi est introduit au Canada le principe britannique du parlementarisme selon lequel, bien que le pouvoir exécutif soit légalement du ressort de la Couronne, il n'est exercé que sur le conseil des ministres qui ont la confiance de l'assemblée élue.
Toutefois, la province unie du Canada ne fonctionne pas comme Durham l'avait prédit puisque, loin d'assimiler les Canadiens français aux Anglais, un système quasi-fédéral se met en place. Bien que la province soit théoriquement unilingue anglophone, le français commence à être utilisé de manière officielle au sein de la législature en 1849, sous l'influence de lord Elgin. Chacune des deux parties de la province, Canada-Ouest et Canada-Est, fonctionne comme une province distincte : la fonction de premier ministre est exercé conjointement par deux personnes — une de l'Ouest et une de l'Est — et un système de double majorité se met en place. Comme l'explique John A. Macdonald « dans les matières affectant seulement le Haut-Canada, les membres de cette section font jouer et exerce leur généralement le droit de législation exclusive alors que les députés du Bas-Canada légifèrent dans les matières affectant seulement leur propre section ». Toutefois, ce système de double majorité conduit à une certaine instabilité et rend la province difficile à gouverner.
Ainsi, dans les années 1860, le système arrive à un point de blocage : l'alliance des conservateurs de John A. Macdonald avec le Parti bleu de George-Étienne Cartier, majoritaire au Canada-Est, est contrebalancée par l'alliance des Clear Grits de George Brown au Canada-Ouest avec des rouges anticléricaux d'Antoine-Aimé Dorion. Par ailleurs, la parité de représentation entre Ouest et Est — mis en place alors que le Canada-Est francophone était largement plus peuplé — est décrié par des Canadiens anglais devenus majoritaires et qui réclament la « rep by pop », la représentation par la population.
Le 14 juin 1864, un comité parlementaire présidé par George Brown rend un rapport appelant à l'union de la province du Canada avec le reste de l'Amérique du Nord britannique en une fédération. Quelques heures plus tard, le cabinet Macdonald-Taché perd un vote de confiance. Brown et les Clear Grits décident alors de former une grande coalition avec les libéraux-conservateurs de Macdonald et Cartier dans le but d'obtenir la création de cette fédération.

## Confédération canadienne
Le contexte économique et l'augmentation importante de l'influence des États-Unis en Amérique septentrionale mène à un changement radical dans l'organisation constitutionnelle canadienne. La fondation du Dominion du Canada répond à une kyrielle d'objectifs : les objectifs de la Confédération doivent se comprendre par la crainte du voisin américain, lors de la guerre civile qui perdure de 1861 à 1865, qui pousse la Couronne britannique à prendre position pour les États confédérés. Aux États-Unis, le représentant Nathaniel Prentice Banks déposa même une loi (Annexation Bill of 1866) qui propose d'annexer l'Amérique du Nord britannique, pour se venger face à l'attitude complaisante du Royaume-Uni vis-à-vis de la Confédération esclavagiste. La fédération des colonies britanniques en Amérique du Nord était selon eux un bon moyen d’assurer leur défense plus adéquatement et ainsi éviter un lourd fardeau financier pour Londres qui se plaignait de payer pour la sécurité de toutes les colonies.
D'autre part, à partir de 1846, le Royaume-Uni met fin au tarif préférentiel pour les colonies. Pour remplacer le marché britannique, les colons se tournent vers le marché américain. En 1854, le traité de réciprocité est signé. Il prend fin en 1866 et n'est pas signé à nouveau. L'union, à la suite de la perte des marchés américain et britannique, devient nécessaire pour que continue le commerce et que l'industrie canadienne trouve un marché de rechange. Enfin, à la suite des rébellions de 1837 et 1838 au Haut et Bas-Canada, une partie des Canadiens souhaitaient obtenir une plus grande souveraineté. De plus, le loyalisme aux institutions monarchiques demeurait un des fondements de l'identité nationale canadienne-anglaise, par conséquent, l'union permettait de contrer une potentielle menace républicaine venant des États-Unis.

### Acte de l'Amérique du Nord britannique

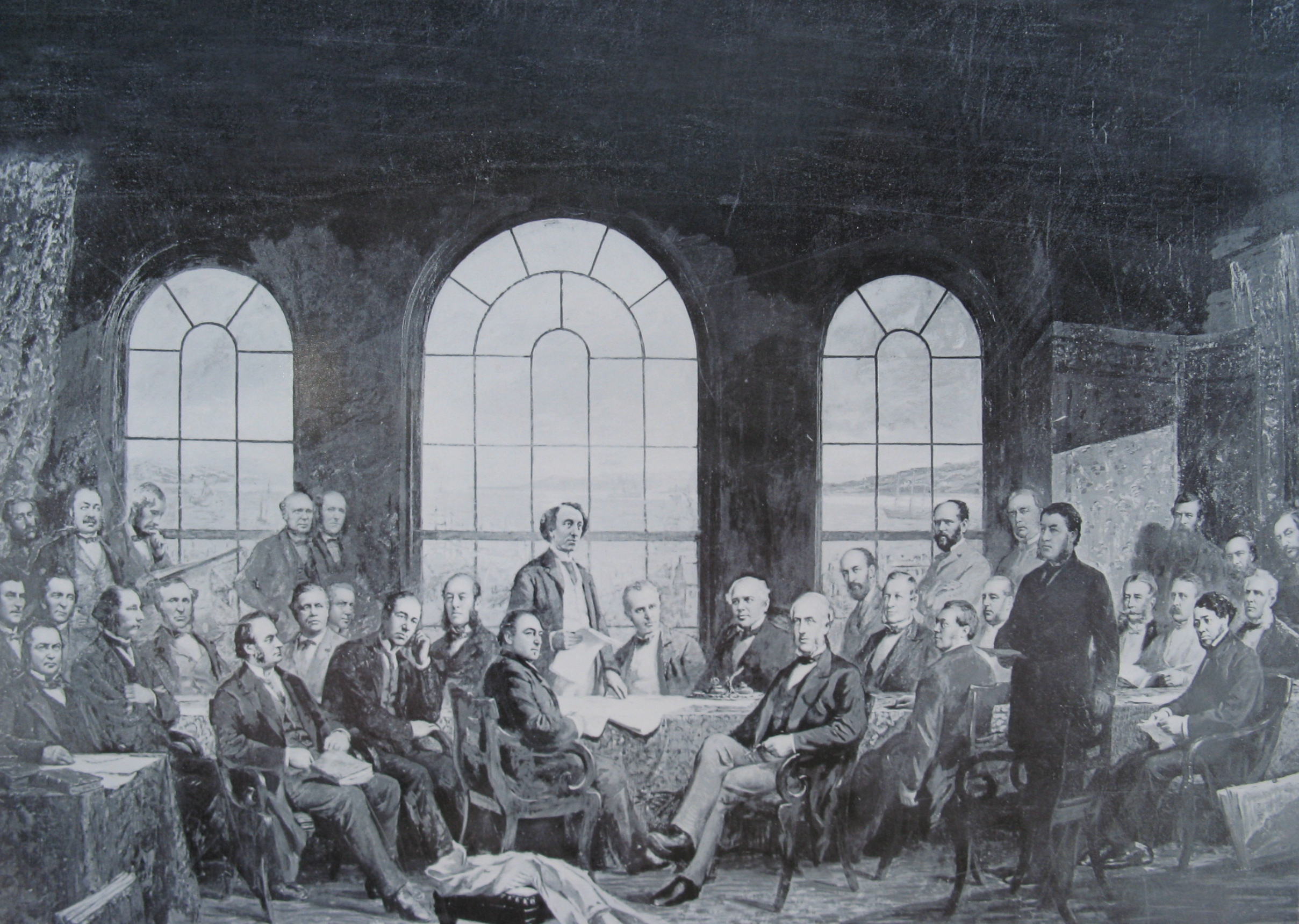
Les Pères de la Confédération, photographie du tableau de Robert Harris.

Le 28 mars 1864, l'Assemblée législative de Nouvelle-Écosse adopte une motion de Charles Tupper demandant la réunion de délégués de la province avec des délégués du Nouveau-Brunswick et de l'Île-du-Prince-Édouard dans le but de rédiger un plan d'union des trois provinces. Les assemblées du Nouveau-Brunswick et de l'Île-du-Prince-Édouard adoptent des motions similaires en avril À l'époque, une telle union est surtout souhaitée par des milieux d'affaire et le Bureau des Colonies. En juin 1864, la participation de délégués de la province du Canada à la rencontre des provinces maritimes est décidée.
Durant l'été 1864, les ministres de la province du Canada élaborent une proposition de fédération qui est ensuite discutée avec les autres provinces lors de la Conférence de Charlottetown. Leur plan comprend une division des pouvoirs inverse à celle en vigueur aux États-Unis (le gouvernement central garde les pouvoirs résiduels), un parlement bicaméral avec un Sénat où les différentes régions sont représentées à égalité et la prise en charge par le gouvernement central d'une partie des dettes des provinces. Ces propositions sont de nouveau discutées lors de la Conférence de Québec en octobre, avec la participation cette fois de Terre-Neuve.
Bien que fédéral par nature, le système négocié par les Pères de la Confédération est relativement centralisé, le modèle fédéral américain étant à l'époque en proie à la guerre de Sécession. Ainsi, non seulement le gouvernement central devait garder le pouvoir de légiférer sur toute matière non attribuée aux provinces, mais il aurait également le droit de créer toute taxe alors que les provinces sont confinées à l'impôt direct (un système de compensation financière est prévu). Une tournure impériale est insérée dans le texte : tout comme le gouverneur général serait nommé par Londres et que le gouvernement britannique conserverait un pouvoir de véto sur les lois du Parlement central, les lieutenants-gouverneurs seraient nommés par le gouverneur général et celui-ci aurait un pouvoir de véto sur les lois provinciales.
Toutefois, les provinces conserveraient d'importants pouvoirs notamment « la propriété et les droits civils », ce qui permet au Québec de conserver son droit civil particulier. D'autres clauses sont insérées pour protéger les minorités : le droit d'utiliser l'anglais dans le parlement et les cours au Québec ainsi que le français dans le parlement et les cours de la Confédération ainsi que le maintien des écoles de la minorité protestante au Québec et de la minorité catholique en Ontario. Le Nouveau-Brunswick reçoit par ailleurs une compensation financière plus importante.
Les résolutions de Québec sont adoptées le 27 octobre 1864 puis débattues dans les différentes assemblées provinciales. Elles sont rejetées à l'Île-du-Prince-Édouard et à Terre-Neuve. Une troisième conférence a lieu à Londres en décembre 1866 puis la Constitution est soumise au Parlement impérial. L'Acte de l'Amérique du Nord britannique est adopté en mars 1867 et entre en vigueur le 1er juillet 1867.

### Évolution territoriale

Évolution territoriale du Canada

Après 1867, le territoire de la Confédération s'agrandit par adjonction de colonies ou terres dépendant de l'Empire britannique. Ces ajouts sont effectués par des décrets en conseil du gouvernement impérial, de nouveaux Actes de l'Amérique du Nord britannique ou des lois du Parlement canadien. La plupart de ces textes font partie de la Constitution du Canada
Ainsi, en 1868, la Loi sur la terre de Rupert autorise le transfert de la terre de Rupert de la Compagnie de la Baie d'Hudson à la Confédération canadienne. En 1870, le Parlement du Canada adopte la Loi sur le Manitoba qui crée la province du Manitoba à partir du nouveau territoire mais cela pose la question de savoir si le Canada dispose de ce pouvoir. L'Acte de l'Amérique du Nord britannique de 1871 est adopté par le Parlement britannique et clarifie le droit pour le Parlement canadien de créer de nouvelles provinces ainsi que de modifier, avec leur consentement, les frontières des provinces de l'Ontario et du Québec.
La Colombie-Britannique et l'Île-du-Prince-Édouard rejoignent la Confédération en 1871 et 1873 respectivement par des décrets en conseil. Le Décret en conseil sur les territoires adjacents de 1880 annexe l'ensemble de l'Archipel arctique britannique au Canada. En 1905, le Parlement canadien adopte la Loi sur l'Alberta et la Loi sur la Saskatchewan, détachant les nouvelles provinces d'Alberta et Saskatchewan des Territoires du Nord-Ouest. Enfin, en 1949, un nouvel Acte de l'Amérique du Nord britannique fait de Terre-Neuve la dixième province du Canada.
Parallèlement, plusieurs textes accordent à ces provinces et territoires une représentation dans les chambres du Parlement canadien. L'Acte de l'Amérique du Nord britannique de 1886 autorise les territoires à être représentés au Parlement canadien et l'Acte de l'Amérique du Nord britannique de 1915 fait de la Colombie-Britannique, l'Alberta, la Saskatchewan et le Manitoba une nouvelle région représentée au Sénat par 24 sénateurs.
Par ailleurs, les provinces créées ou qui rejoignent le Canada ne reçoivent pas un traitement égal. Par exemple, le Québec et le Manitoba ont l'obligation de publier leurs lois en anglais et en français et de permettre l'usage des deux langues dans les tribunaux et les législatures provinciales alors que la Loi sur la Saskatchewan interdit à cette province de prélever des impôts sur le Canadien Pacifique.

### Pouvoirs fédéraux et provinciaux

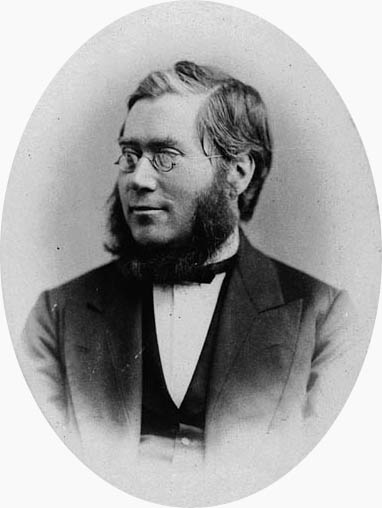
Oliver Mowat, premier ministre de l'Ontario (1872-1896) et défenseur des droits des provinces.

Dès après la Confédération, des débats ont lieu entre les provinces et le gouvernement fédéral sur leurs compétences respectives. Alors que le Parti conservateur domine le gouvernement fédéral dans les 30 premières années qui suivent la Confédération, le Parti libéral remporte de nombreuses élections provinciales et ce fait le champion des droits des provinces. C'est particulièrement le cas d'Oliver Mowat, premier ministre de l'Ontario de 1872 à 1896, souvent avec des alliés libéraux tels qu'Honoré Mercier au Québec.
Un des enjeux des luttes entre le fédéral et les provinces est le pouvoir de désaveu et réserve qui figure dans l'Acte de l'Amérique du Nord Britannique de 1867 et autorise le gouvernement fédéral à opposer son veto à une loi provinciale. Entre 1867 et 1896, le gouvernement fédéral désavoue ainsi 65 lois provinciales, le plus souvent en invoquant le fait que les provinces agissent en dehors de leurs compétences constitutionnelles. Les provinces répliquent en considérant que c'est aux tribunaux d'en juger, et non au gouvernement fédéral. Quand Honoré Mercier invite les premiers ministres provinciaux à une conférence en 1887 (la plupart des premiers ministres conservateurs refusent de venir), la fin du pouvoir de désaveu et réserve figure en tête de leurs revendications, avec la hausse des subventions fédérales et un rôle accru dans la nomination des sénateurs.
À cette époque, beaucoup des conflits entre le gouvernement fédéral et les provinces se règlent devant les tribunaux. La Cour suprême est créée dès 1875 et elle choisit dans ses jugements une vision large des pouvoirs législatifs de la Confédération. Toutefois, jusqu'en 1949, la plus haute cour canadienne demeure le Comité judiciaire du Conseil privé. À l'inverse de la Cour suprême, ce dernier a une approche restreinte du pouvoir fédéral de faire des lois pour la paix, l'ordre et le bon gouvernement. En 1880 et 1896, le Comité judiciaire rend 18 décisions concernant 20 questions de répartition des pouvoirs entre les provinces et le gouvernement fédéral : dans 75 % des cas il donne raison aux provinces. Ainsi, le Comité judiciaire fait du fédéralisme canadien une forme classique de fédéralisme dans lequel gouvernements provinciaux et fédéral sont des niveaux de gouvernement coordonnés mais autonomes chacun dans leur sphère de compétences. Cette application de la Constitution contredit la vision de John A. Macdonald pour qui les provinces devaient être subordonnées au gouvernement fédéral.
Finalement, le pouvoir de désaveu et réserve est ainsi tombé en désuétude et n'a plus été utilisé depuis 1943.
La répartition des pouvoirs est par ailleurs également réglée par l'adoption de nouvelles lois constitutionnelles. Ainsi, l'Acte de l'Amérique du Nord Britannique de 1930 confie la gestion des ressources naturelles aux provinces de l'Ouest (comme c'était déjà le cas dans les autres provinces) et, à l'inverse, l'Acte de l'Amérique du Nord Britannique de 1940 fait de l'assurance-chômage une compétence fédérale permettant la création du programme à l'échelle nationale. L'Acte de l'Amérique du Nord Britannique de 1951 fait de même avec les pensions de vieillesse mais prévoit que la loi provinciale a préséance sur la loi fédérale (autorisant ainsi le Québec à avoir sa propre Régie des rentes là où ailleurs existe le Régime de pensions du Canada).

## Affirmation de la souveraineté

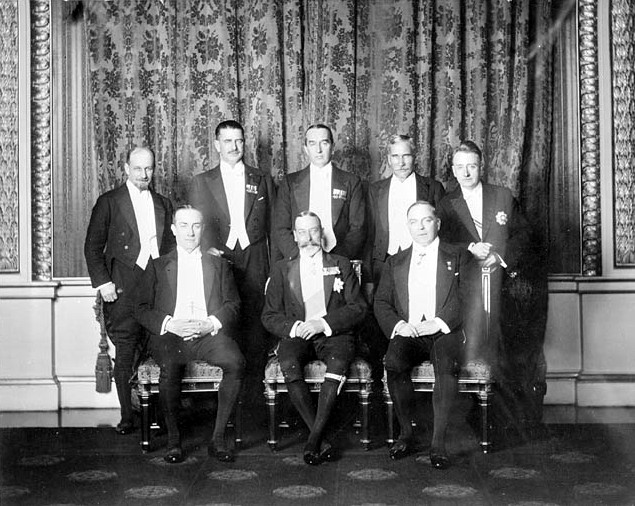
Les premiers ministres des dominions et du Royaume-Uni avec le roi George V lors de la conférence impériale de 1926.

La souveraineté du Canada a été acquise graduellement au sein de l'Empire britannique. Ainsi, dès la Confédération il était entendu que le gouvernement britannique n'interfère plus dans les affaires internes du Canada. Le pouvoir de désaveu et réserve sur la législation fédérale perdure théoriquement mais il cesse d'être utilisé dès les années 1870.
La prise en main de ses affaires étrangères par le gouvernement canadien s'est faite sans autorisation explicite du Royaume-Uni. Dès 1870, John A. Macdonald fait partie de la délégation impériale qui négocie le traité de Washington avec les États-Unis. Par la suite, le Canada nomme des ambassadeurs et crée un ministère des Affaires extérieures. En 1922, lors de l'affaire Chanak, le premier ministre William Lyon Mackenzie King refuse que le Canada aide à défendre les intérêts britanniques au Proche Orient. Le 2 mars 1923, le gouvernement signe avec les États-Unis le traité du flétan sur les droits de pêche dans le Pacifique nord : il s'agit du premier accord international signé par le Canada sans le Royaume-Uni.
En 1926, l'affaire King-Byng remet en cause le rôle du gouverneur-général, jusque-là considéré comme à la fois représentant du monarque et du gouvernement britannique au Canada. Dans l'élection qui s'ensuit, Mackenzie King fait campagne sur la question de l'interférence par un gouverneur général britannique dans le droit des Canadiens de se gouverner eux-mêmes et remporte l'élection.
À la suite de l'affaire King-Byng, la déclaration Balfour de 1926 reconnait la pleine souveraineté des dominions en matière de politique externe. Ces derniers sont considérés comme « des communautés autonomes au sein de l'Empire britannique, égales en statut, en aucun cas subordonnées les unes aux autres dans leurs affaires intérieures ou extérieures bien qu'unies par une allégeance commune à la Couronne et librement associées comme membre du Commonwealth britannique des Nations ».
L'adoption par le Parlement britannique du Statut de Westminster en 1931 inscrit ce principe dans la loi. À partir de cette date, le Parlement britannique ne peut plus adopter de lois pour le Canada, mais garde la possibilité de modifier l'Acte de l'Amérique du Nord britannique.

## Rapatriement de la Constitution du Canada
Avant l'adoption du Statut de Westminster, les premiers ministres des provinces se réunissent à l'invitation du gouvernement fédéral en novembre 1927 lors d'une première conférence fédérale-province (dite alors « Dominion-provinciale »). Lors de cette réunion, Ernest Lapointe, ministre fédéral de la Justice propose une formule de modification de la Constitution : les modifications ordinaires seraient adoptées par le Parlement avec le consentement d'une majorité de provinces et les modifications aux droits fondamentaux (droits provinciaux, droits des minorités, etc.) avec le consentement de toutes les provinces. Toutefois, un accord n'est pas trouvé et, déjà à l'époque, le gouvernement fédéral ne souhaitait pas agir sur cette question sans l'aval des provinces. Lors de l'adoption du Statut de Westminster, l'article 7 exclut la Constitution du Canada de son application et permet au Parlement britannique de continuer à légiférer en la matière.
Ainsi, bien que légalement souverain, le Canada n'a pas la maîtrise de sa Constitution avant 1982. Dans l'intervalle, les modifications sont adoptées par le Parlement du Royaume-Uni, sous la forme d'Actes de l'Amérique du Nord britannique, invité à le faire par une résolution du Parlement du Canada. Le Parlement canadien, par convention, soumet ses demandes de modifications après consultation des provinces : à l'époque il s'agit généralement d'un accord de l'exécutif provincial par correspondance. Les cas où la législature de la province est consultée sont rares, à l'exception du Québec pour toutes les modifications à partir de 1951.

### Échecs des discussions

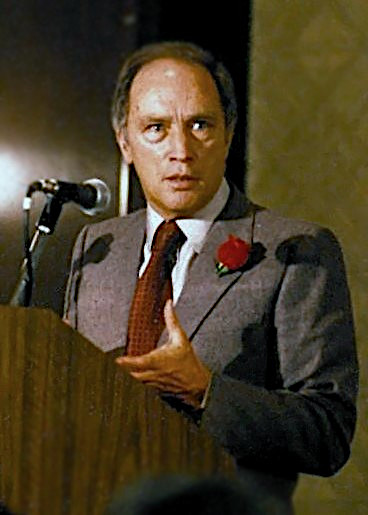
Pierre Elliot Trudeau, premier ministre du Canada de 1968 à 1979 et de 1980 à 1984.

À partir des années 1960, plusieurs cycles de négociation ont lieu entre le gouvernement fédéral et les provinces afin de trouver une formule de modification de la Constitution qui n'implique plus le Parlement britannique.
En octobre 1964, le ministre fédéral de la Justice Guy Favreau et les ministres provinciaux s'accordent sur une formule de modification : la plupart des modifications seraient adoptées avec le consentement du Parlement fédéral et les législatures de sept des dix provinces représentant au moins 50 % de la population, les modifications plus importantes (division des pouvoirs et langues officielles) nécessiteraient le consentement de toutes les provinces. À l'époque le Québec est dirigé par le gouvernement libéral de Jean Lesage, dans ce qui constitue le début de la Révolution tranquille. La question du statut du Québec au sein du Canada et des compétences de son gouvernement occupe une place de plus en plus importante dans les débats publics. Une opposition se crée à la formule adoptée en 1964, notamment parce qu'elle rendrait la Constitution trop difficile à modifier pour donner plus de pouvoirs au gouvernement provincial alors que certains réclament une refonte plus profonde des relations entre le Québec et le reste du Canada. Finalement, en janvier 1966, Jean Lesage annonce que le gouvernement québécois ne soutient plus la proposition de 1964, ce qui met fin au projet : le gouvernement fédéral accepte alors l'idée qu'une modification substantielle de la Constitution ne peut avoir lieu sans l'aval du Québec.
En 1968, Pierre Elliott Trudeau devient chef du Parti libéral du Canada et premier ministre. Au Québec, Trudeau a été un des chefs intellectuels de la Révolution tranquille mais il est fermement opposé au nationalisme québécois, qu'il considère comme un « chauvinisme ethnique ». Pour lui, l'avenir des Canadiens français ne peut être assuré par la constitution collective d'une nation mais plutôt par leur participation en tant qu'individus en un Canada qui reconnaît leurs droits linguistiques à travers tout le pays. Sa vision s'appuie ainsi sur la reconnaissance juridique des droits de la personne, une politique de bilinguisme et la volonté d'instaurer le multiculturalisme au Canada, par opposition au binationalisme et au biculturalisme qui prédominaient autrefois.
L'adoption d'une déclaration des droits dans le cadre d'un nouvel arrangement constitutionnel devient dès lors un objectif du gouvernement fédéral dans le cadre des négociations autour du rapatriement de la Constitution. Cette idée reçoit un accueil réservée parmi les gouvernements provinciaux, qui y voit un risque de réduire leurs pouvoirs et une remise en cause de la suprématie parlementaire alors que le gouvernement Union nationale de Daniel Johnson prend une position autonomiste dure, réclamant « l'égalité ou l'indépendance ».
L'élection au Québec en 1970 du gouvernement libéral de Robert Bourassa permet de relancer les négociations : Bourassa souhaite alors affirmer les compétences du gouvernement québécois en matière de politique sociale. La Charte de Victoria adoptée par les premiers ministres en 1971 accueille une partie des demandes du gouvernement québécois. Elle prévoit également l'inclusion d'une déclaration des droits dans la Constitution, affirme le bilinguisme dans certaines provinces volontaires et donne aux provinces un rôle dans le choix des juges de la Cour suprême du Canada. Elle prévoit de plus une formule de modification qui donne un droit de véto de fait à l'Ontario et au Québec. Toutefois, une forte opposition au Québec se forme, regroupant notamment la Corporation des enseignants du Québec, la Confédération des syndicats nationaux ou la Fédération des Sociétés Saint-Jean-Baptiste. Le 22 juin 1971, après une réunion de son cabinet, Robert Bourassa annonce que son gouvernement ne soutient pas la charte.
Au cours des années 1970, le débat sur le rapatriement de la Constitution est au ralenti, mais plusieurs évènements vont le relancer. Les Premières Nations obtiennent ainsi la reconnaissance par les tribunaux de plusieurs droits alors que les provinces et le gouvernement fédéral s'oppose dans de nombreux procès autour de leurs compétences respectives. En 1976, le Parti québécois, ouvertement souverainiste, arrive au pouvoir au Québec. Ces évènements poussent le gouvernement Trudeau à adopter une nouvelle stratégie constitutionnelle.
En 1978, le gouvernement fédéral publie un livre blanc : Le temps d'agir : jalons du renouvellement de la fédération canadienne. Ce document prévoit un rapatriement de la Constitution en deux étapes : dans la première étape, le gouvernement agirait unilatéralement en usant des pouvoirs de modifications créés par l'Acte de l'Amérique du Nord britannique numéro 2 de 1949 afin de créer une Chambre de la Fédération pour remplacer le Sénat, de modifier la nomination des juges à la Cour suprême et d'adopter une charte des droits qui ne s'appliquerait dans un premier temps qu'au gouvernement fédéral. Dans la deuxième étape, le gouvernement négocierait avec les provinces afin de convenir d'une formule de modification et de rapatrier une nouvelle Constitution avant le 1er juillet 1981. Dans les mois qui suivent la publication du Temps d'agir, de nombreuses propositions constitutionnelles sont proposées par les gouvernements provinciaux et différents groupes d'intérêts. À l'automne 1978, Pierre Elliott Trudeau accepte de négocier avec les gouvernements provinciaux une décentralisation des pouvoirs mais, lors d'une conférence en février 1979, les premiers ministres ne tombent pas d'accord. La même année, la Cour suprême du Canada juge que le Parlement fédéral ne peut décider unilatéralement de modifier le Sénat et la Cour suprême, mettant fin au projet d'étape 1 du Temps d'agir.

### Loi constitutionnelle de 1982
En février 1980, les libéraux de Pierre Elliott Trudeau reviennent au pouvoir après avoir perdu l'élection de 1979 puis, en mai, les Québécois rejettent le projet de souveraineté-association du gouvernement péquiste de René Lévesque. Durant la campagne référendaire, Trudeau fait campagne pour le « non » et promet de renouveler la Constitution.
Le 2 octobre 1980, Pierre Trudeau annonce à la télévision vouloir rapatrier la Constitution de manière unilatérale. Il propose une formule de modification, une charte des droits et un programme de péréquation qui serait proposés par le Parlement fédéral directement au Parlement britannique. Ce faisant, il en appel directement au peuple en passant au-dessus des gouvernements provinciaux. Ce plan est soutenu par les premiers ministres du Nouveau-Brunswick et de l'Ontario, mais les huit autres s'y opposent. Les gouvernements du Manitoba, de Terre-Neuve-et-Labrador et du Québec soumettent la validité du projet de Trudeau à leurs cours d'appel respectives et le cas arrive ensuite en Cour suprême du Canada. Le 28 septembre 1981, celle-ci rend sa décision : à sept juges contre deux, la Cour estime qu'il n'existe aucune loi obligeant le gouvernement fédéral à consulter les provinces pour soumettre une demande de modification constitutionnelle au Parlement britannique mais six juges estiment qu'il existe une convention constitutionnelle le contraignant à recueillir un « degré substantiel » de consentement des provinces.
Ainsi, lors de la première semaine de novembre 1981, les premiers ministres se réunissent une nouvelle fois à Ottawa pour discuter du rapatriement. Toutefois, contrairement aux conférences fédérales-provinciales précédentes, la Cour suprême du Canada en parlant de « degré substantiel », a levé l'obligation d'unanimité acceptée par tous comme la règle jusque-là. Au troisième jour de la conférence constitutionnelle de 1981, le premier ministre québécois René Lévesque accepte — sans consulter ses collègues — la proposition de Pierre Trudeau de régler les différends par un référendum national. Toutefois, dans la soirée du 4 novembre, les autres premiers ministres provinciaux acceptent pour la plupart un compromis négocié dans l'après-midi par le ministre de la Justice fédéral Jean Chrétien et ses homologues Roy Romanow (Saskatchewan) et Roy McMurtry (Ontario); c'est ce qu’on appelle l’ « Accord de la cuisine ». Par cet accord, Trudeau accepte une formule de modification différente et l'insertion de la disposition dérogatoire à sa Charte des droits et libertés. En échange, les provinces signataires acceptent la Charte, qui réduit potentiellement leurs pouvoirs, et renonce à négocier une réforme du Sénat. Cet accord, obtenu durant la « soirée du rapatriement » sans l'accord du gouvernement québécois, est qualifié par les indépendantistes québécois de nuit des longs couteaux.
La formule retenue permet une modification de la Constitution du Canada par un vote du Parlement fédéral (avec seulement un veto suspensif du Sénat) et l'approbation de la législature d'au moins sept des dix provinces. Toutefois, les modifications les plus importantes (comme la monarchie ou la Cour suprême du Canada) requièrent l'unanimité des provinces. En cas de transfert de compétences des provinces vers le gouvernement fédéral en matière d'éducation ou de culture, une compensation obligatoire est prévue pour les provinces, mais pas en matière de politique sociale comme les pensions et les soins de santé.
À la suite de l'adoption de l'accord, les mouvements féministes et des Premières Nations obtiennent l'insertion de la reconnaissance de l'égalité femmes-hommes dans la Charte des droits et libertés et des droits autochtones dans la partie II de la Loi constitutionnelle de 1982, bien que pour les Autochtones cela ne concerne que les droits « existants ».
En décembre 1981, les deux chambres du Parlement du Canada adoptent des résolutions demandant l'adoption des modifications décidées par les premiers ministres. Cela a lieu sans la participation des législatures provinciales. Toutefois, le Québec adopte le 25 novembre 1981 un « décret » inconstitutionnel rejetant le rapatriement, mais sans effet légal. En mars 1982, le Parlement britannique adopte la Loi de 1982 sur le Canada qui approuve les modifications adoptées par le Parlement canadien (dénommées Loi constitutionnelle de 1982) et déclare que plus jamais le Parlement britannique n'adoptera de loi pour le Canada. Le 29 mars 1982, la reine Élisabeth II sanctionne la loi puis la proclame le 17 avril 1982 devant le Parlement à Ottawa.

### Meech et Charlottetown
La défaite des libéraux fédéraux en 1984 et celle du gouvernement péquiste québécois en 1985 permet l'ouverture de nouvelles négociations pour aboutir à l'adhésion du Québec à la Constitution rapatriée.
Le nouveau premier ministre fédéral progressiste-conservateur Brian Mulroney veut permettre au Québec de « signer » la Constitution « dans l'honneur et l'enthousiasme » alors que Robert Bourassa, redevenu premier ministre du Québec soumet ses conditions. Après négociations, les premiers ministres arrivent à un accord en avril 1987 : l'Accord du lac Meech. L'accord donne aux provinces un rôle accru en matière de politique d'immigration, dans le choix des nouveaux sénateurs et des juges de la Cour suprême du Canada et leur permet de se retirer d'un programme fédéral en recevant une compensation financière. Surtout, il insère à la Loi constitutionnelle de 1867 une disposition définissant le Canada comme composé de « Canadiens d'expression française, concentrés au Québec mais présents aussi dans le reste du pays, et de Canadiens d'expression anglaise, concentrés dans le reste du pays mais aussi présents au Québec » et reconnaissant le Québec comme une société distincte. Cet accord reçoit de nombreuses critiques, notamment au Canada anglophone : on craint que le pouvoir accru des provinces ne soit préjudiciable au gouvernement national alors que la reconnaissance du Canada composé seulement de francophones et d'anglophones indispose les peuples autochtones et les Canadiens issus de l'immigration. La controverse autour de l'invocation par le gouvernement Bourassa de la disposition dérogatoire pour appliquer la Loi 101 attise les tensions. À Terre-Neuve, au Nouveau-Brunswick et au Manitoba, les gouvernements qui ont signé l'accord sont remplacés aux élections par des gouvernements qui y sont opposés. Au sein de l'Assemblée législative du Manitoba, le député NPD Elijah Harper se fait le relais de l'opposition des Premières Nations en faisant de l'obstruction pour empêcher l'approbation de l'accord. Finalement, la date limite du 22 juin 1990 passe sans que l'accord ait été ratifié par toutes les provinces.
Après l'échec du lac Meech, les provinces et le gouvernement fédéral créent des processus de consultation sur les questions constitutionnelles sous différentes formes. La Colombie-Britannique et l'Alberta adoptent des lois rendant obligatoire un référendum provincial avant que la législature ne donne son accord à une modification constitutionnelle alors que le Parti libéral du Québec adopte une position plus radicale sur la question des compétences que le gouvernement québécois doit pouvoir exercer. L'Assemblée nationale adopte la Loi 150 prévoyant la tenue d'un référendum sur la souveraineté du Québec avant octobre 1992. Enfin, le gouvernement fédéral et le comité Beaudoin-Dobbie (mis en place par le gouvernement fédéral) envisagent une large réforme constitutionnelle portant sur les pouvoirs des provinces, notamment en matière d'économie, la formule de modification de la Constitution, le Sénat et l'autonomie gouvernementale autochtone.
À la suite de ces propositions, une série de négociations ont lieu auxquelles participent les provinces, les territoires et des représentants autochtones mais pas le Québec, sauf à la phase finale. Elles aboutissent à l'Accord de Charlottetown le 28 août 1992. L'accord, très large, comprend une charte sociale, des dispositions sur l'union économique, une « clause Canada » contenant des engagements en faveur de l'autonomie gouvernementale des Autochtones et de la reconnaissance du Québec comme « société distincte », un droit de veto à toutes les provinces sur tout changement touchant les institutions nationales, un Sénat élu comptant 62 sièges (6 pour chaque province et 1 pour chaque territoire) et l'ajout de nouveaux sièges à la Chambre des communes. Après la signature de l'accord, le gouvernement. Bourassa fait modifier la Loi 150 pour que le référendum porte sur l'accord et non plus la souveraineté. Dans le reste du Canada, le gouvernement Mulroney met en application la Loi référendaire qu'il a fait adopter quelque temps auparavant. Ainsi, un référendum a lieu le 26 octobre 1992 à travers tout le pays : le « oui » à l'accord est soutenu par les trois principaux partis fédéraux (Parti progressiste-conservateur, Parti libéral, NPD) et les premiers ministres provinciaux dont le libéral Robert Bourassa au Québec. À l'inverse, le Parti québécois mais également Pierre Elliott Trudeau et le Parti réformiste s'opposent à l'Accord de Charlottetown. Le résultat au soir du 26 octobre est un net rejet de l'accord : 54 % des Canadiens votent « non » et le « oui » n'est majoritaire que dans trois provinces atlantiques et de justesse en Ontario.
L'échec de l'Accord de Charlottetown marque la fin des négociations constitutionnelles de grande ampleur. Il est également une cause indirecte du référendum québécois de 1995 au cours duquel l'option souverainiste est rejetée de justesse.

### Modifications depuis 1982
La première modification post-rapatriement concerne les droits des peuples autochtones. À la suite d'une conférence réunissant les gouvernements et des représentants des Autochtones et des territoires du Nord, la modification de 1983 étend les droits des Autochtones reconnus dans la Constitution aux accords conclus après la signature des traités et prévoit la réunion de conférences gouvernements-Autochtones. La modification est acquise avec l'accord de toutes les provinces sauf le Québec qui, à l'époque, ne souhaite pas participer à une modification de la Constitution à laquelle il n'a pas adhéré en 1982. Malgré la modification de 1983, les mouvements autochtones n'obtiennent pas l'inscription dans la Constitution du droit inhérent des Autochtones à l'autonomie gouvernementale.
Les autres modifications constitutionnelles concernent la répartition des sièges à la Chambre des communes ou la création du Nunavut, adoptées par le Parlement fédéral selon la procédure unilatérale prévue par la Loi constitutionnelle de 1982, ou des modifications concernant une seule province et adoptées par le Parlement et la législature de la province concernée. Parmi ces modifications, la Modification constitutionnelle de 1997 (Québec) qui crée un système scolaire linguistique au Québec est adopté avec une résolution de l'Assemblée nationale qui précise que cette modification de la Constitution ne constitue pas une reconnaissance par le Québec de la Loi constitutionnelle de 1982.